# Санта-Мария-ин-Валичелла (титулярная церковь)
Санта-Мария-ин-Валичелла (лат. Titulus Sanctæ Mariæ in Vallicella) — титулярная церковь была создана Папой Пием XI 18 декабря 1937 года апостольской конституцией Quum S. Thomae in Parione, вместо титула церкви Сан-Томмазо-ин-Парионе, церкви, которая находилась в полуразрушенном состоянии. Титул принадлежит церкви Санта-Мария-ин-Валичелла, расположенной в районе Рима Парионе, на виа дель Говерно Веккьо, 134. Главный фасад церкви выходит на улицу Виктора Эммануила II, образующую в этом месте небольшую площадь Пьяцца делла Кьеза Нуова.

## Список кардиналов-священников титулярной церкви Санта-Мария-ин-Валичелла
- - вакансия (1937 — 1946);
- Бенедетто Алоизи Мазелла — (22 февраля 1946 — 21 июня 1948, назначен кардиналом-епископом Палестрины);
  - вакансия (1948 — 1953);
- Франческо Боргоньини Дука — (15 января 1953 — 4 октября 1954, до смерти);
  - вакансия (1954 — 1958);
- Паоло Джоббе — (18 декабря 1958 — 14 августа 1972, до смерти);
- Джеймс Роберт Нокс — (5 марта 1973 — 26 июня 1983, до смерти);
  - вакансия (1983 — 1988);
- Эдуард Бид Клэнси — (28 июня 1988 — 3 августа 2014, до смерти);
- Рикардо Бласкес Перес — (14 февраля 2015 — по настоящее время).